# Holvandi
Holvandi – wieś w Estonii, w prowincji Põlva, w gminie Põlva.
Znajduje się tu przystanek kolejowy Holvandi, położony na linii Tartu – Koidula.